# Santi di Tito

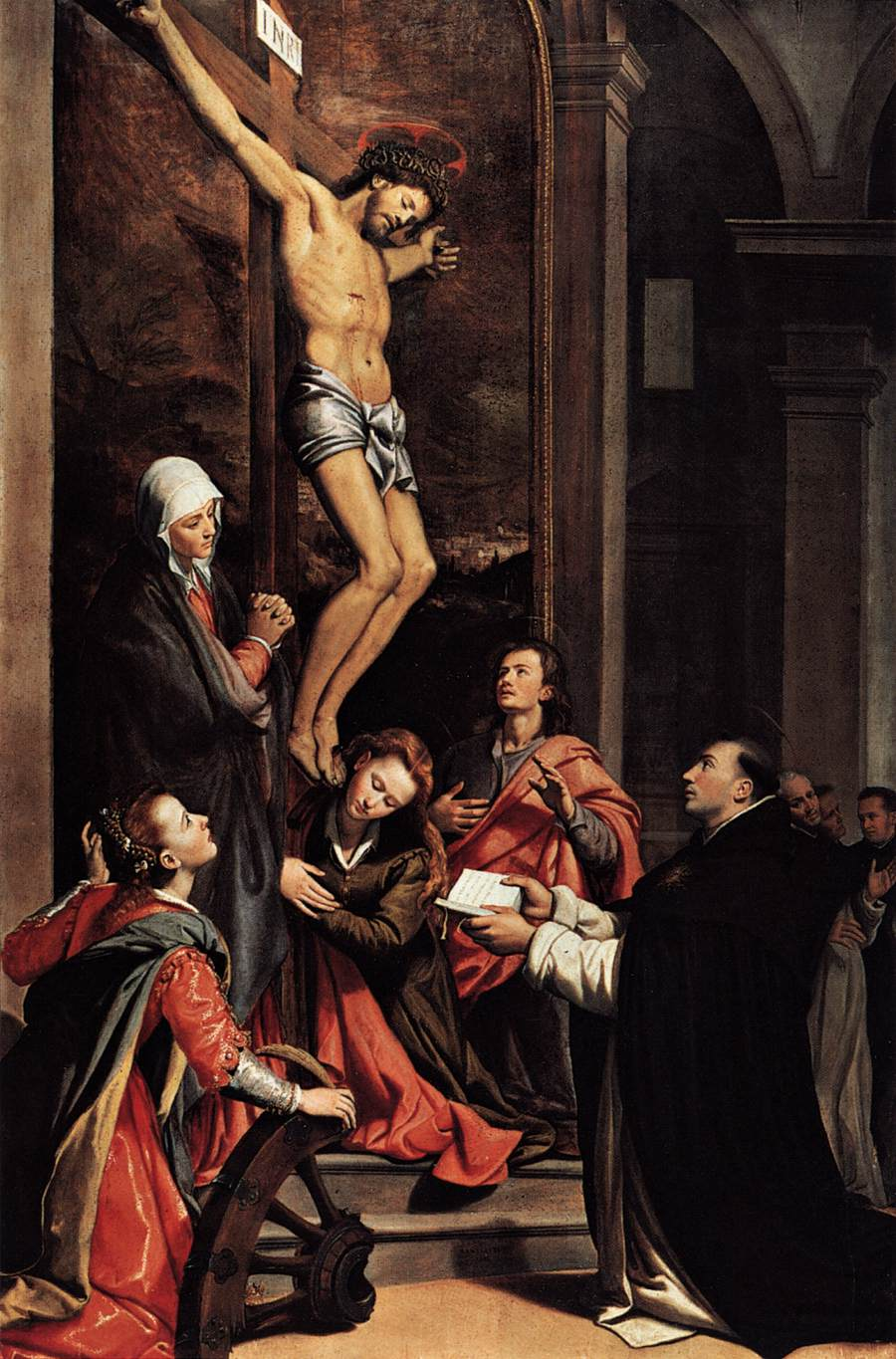
Visioen van Sint Thomas van Aquino (1593)

Santi di Tito (Sansepolcro, 5 december 1536 – Florence, 25 juli 1603) was een van de meest invloedrijke Italiaanse schilders van de proto-barokstijl – wat soms ook wel tegenmaniërisme of contra-maniera-stijl wordt genoemd.

## Leven
Hij werd geboren in Sansepolcro. Er wordt vermoed dat hij opleiding onder Bronzino of Baccio Bandinelli heeft gehad maar er is weinig documentatie die dat ondersteunt. Van 1558 tot 1564 werkte hij in Rome aan de fresco's (Hommage aan het Volk) in het Palazzo Salviati en de Sala Grande van het Belvedere, samen met de schilders Giovanni de' Vecchi en Niccolò Circignani. Hij ontwikkelde een klassieke stijl, die door S.J. Freedberg Raphaëlesque werd genoemd. Deze stijl contrasteerde met de overheersende, overdadige en versierde Romeinse schilderkunst van Federico en Taddeo Zuccari of hun Florentijnse tegenhangers: Vasari, Alessandro Allori en Bronzino.
Na zijn terugkeer naar Florence in 1564 sloot hij zich aan bij de Accademia del Disegno. Hij maakte twee maniëristische schilderijen voor de studeerkamer van de hertog, de Studiolo van Francesco I in het Palazzo Vecchio. Dit artistieke project waaraan verschillende Florentijnse schilders werkten, werd geleid door Giorgio Vasari. Deze schilderijen (de zusters van Fetonte (Phaeton) en Hercules en Iole) zijn, zoals veel van die in de studiolo, gestileerd en overvol.
Santi di Tito stierf op 23 juli 1603 in Florence.

## Werk
Baldinucci vertelt in zijn Notizie dat Santi de maniera van Bronzino volledig verwierp en een klassieke reformistische en naturalistische stijl ontwikkelde. Santi maakte vervolgens een Sacra conversazione voor de Ognissanti en schilderde twee altaarstukken voor Santa Croce in Florence: een  monumentale Opstanding (1570-1574) en een Avondmaal te Emmaüs (1574).
Santi schilderde ook een Opstanding van Lazarus voor de Kathedraal van Volterra; een Madonna voor San Salvatore al Vescovo; een Begrafenis van Christus voor de San Giuseppe; een Doop van Christus door Johannes de doper voor het Corsini-paleis in Florence.
Santi's volwassen stijl is goed te zien in zijn meesterwerk De visie van de heilige Thomas van Aquino, (ook bekend als De heilige Thomas wijdt zijn werken aan Christus) dat zich bevindt in de San Marco-kerk in Florence. Het schilderij grijpt op eenvoudige vrome wijze terug op de wat verloren gegane stijl uit de tijd van Rafaël. Daarnaast zijn de broze kleuren, die kenmerkend zijn voor Toscaanse werken, behouden gebleven. Het werk vertoont een geestdrift die ontbreekt in zijn eerdere maniëristische werken, die soms lijken op een verzameling geposeerde beelden, overschilderd met huidtinten. Deze nieuwe contra-maniera-stijl vindt nadien weerklank in de opkomende Bolognese barokstijl van Carracci.
Tot zijn leerlingen behoorde Ludovico Cigoli, de belangrijkste schilder van de hervormingskunst in het Florence van de late zestiende en vroege zeventiende eeuw. Een andere leerling, Francesco Mochi, werd een vooraanstaand beeldhouwer in de barok en schiep onder andere de kolossale Sint-Veronica, in de kruising van de Sint-Pietersbasiliek in Rome.

## Werken
Schilderijen
- Opwekking van Lazarus (1576) - Santa Maria Novella, Florence
- Heilige conversatie
- Annunciatie (1576) - Santa Maria Novella, Florence
- Zusters van Phaeton (1572) - Studiolo van Francesco I, Palazzo Vecchio, Florence
- Hercules en Iole (1572) - Studiolo van Francesco I, Palazzo Vecchio, Florence
- Pietà met heiligen en militaire officier - Galleria degli Uffizi</link> , Florence
- Heilige Familie met Sint Elisabeth en Johannes de Doper
- Tobie en de engel (circa 1575) - Saint-Eustache, Parijs
- Ongelovige Thomas (1583) - Duomo, Borgo San Sepolcro
- Kruisiging (1588) - Santa Croce, Florence
- Huwelijk in Kana (1593) - Villa I Collazzi, vlak bij Scandicci
- Avondmaal te Emmaus (1588) - Sant Croce
- Annunciatie (1602) - Santa Maria Novella
- Vier tijdperken van de vrouw en de geschreven wet - Musée Fesch, Ajaccio
- Christus - Mykolas Zilinskas Kunstmuseum, Kaunas, Litouwen
- Rebekka en Eliëzer bij de bron - Blanton Art Museum, Austin, Texas

Architectuur
- Oratorium van San Tommaso d'Aquino, in Florence
- Sint-Michielsrotonde in Petrognano
- Trap van Palazzo Nonfinito, in Florence
- Palazzo Dardinelli-Fenzi, in Florence
- Palazzo Zanchini-Corbinelli, in Florence
- Palazzo di Santi di Tito (eigen huis), in Florence
- San Michele-klooster (Villa di Doccia), vlakbij Fiesole
- Villa di Motrone, in Peretola (Florence)
- Villa dei Collazzi, in Giogoli ( Scandicci )
- Villa Le Corti, in San Casciano

## Galerij
| Portretten          | Portretten        | Portretten         | Portretten       | Portretten       | Portretten             |
| ------------------- | ----------------- | ------------------ | ---------------- | ---------------- | ---------------------- |
|                     |                   |                    |                  |                  |                        |
| Niccolò Machiavelli | Pietro de' Medici | Cristina di Lorena | Maria de' Medici | Maria de' Medici | Portret van een meisje |

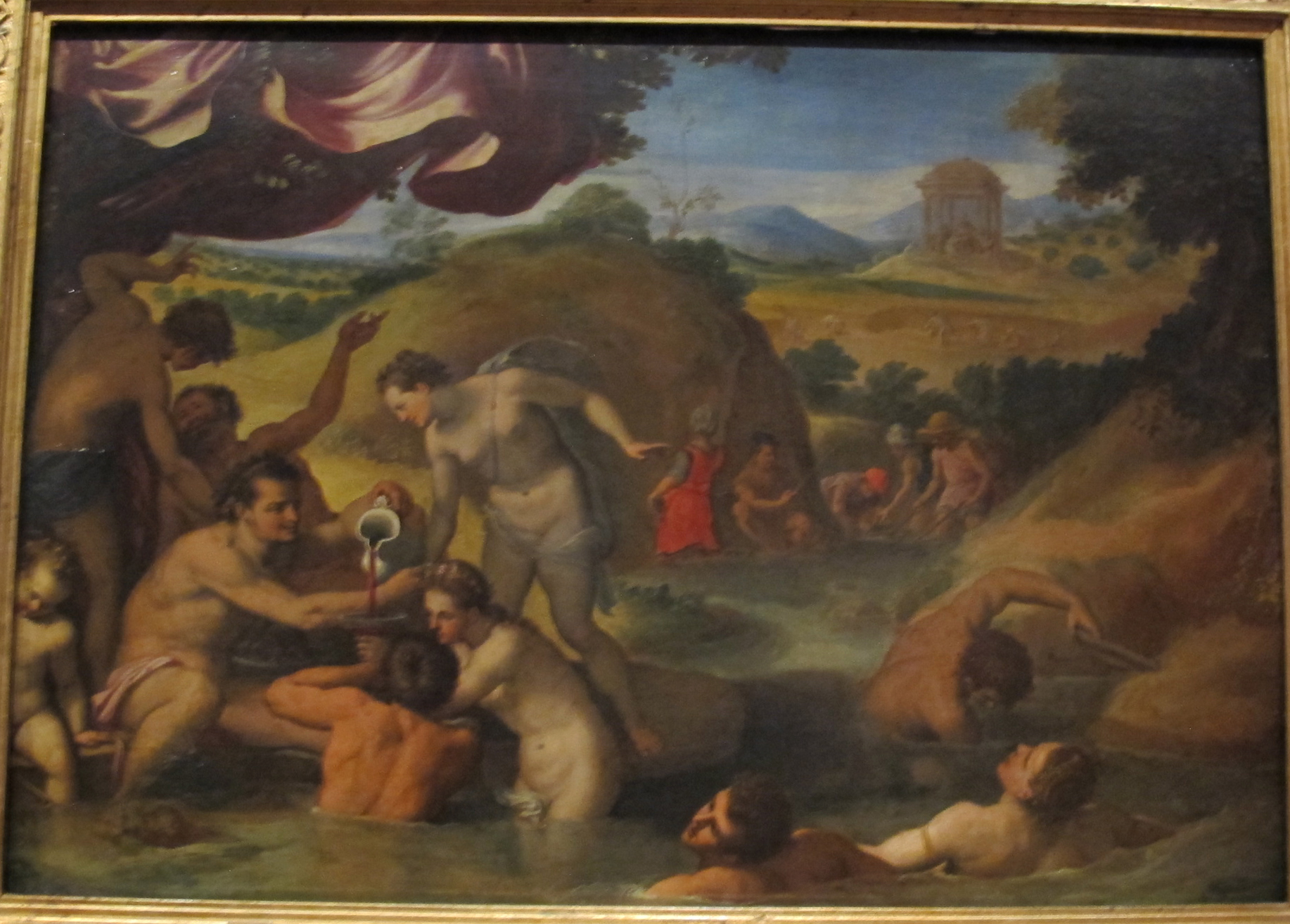
Allegorie van de Staat (Poesjkinmuseum)
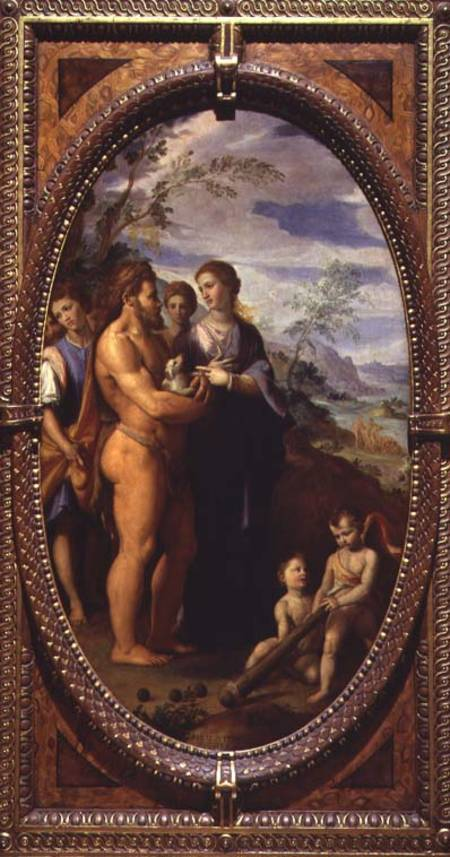
Hercules en Omphalus, Studiolo van Francesco I
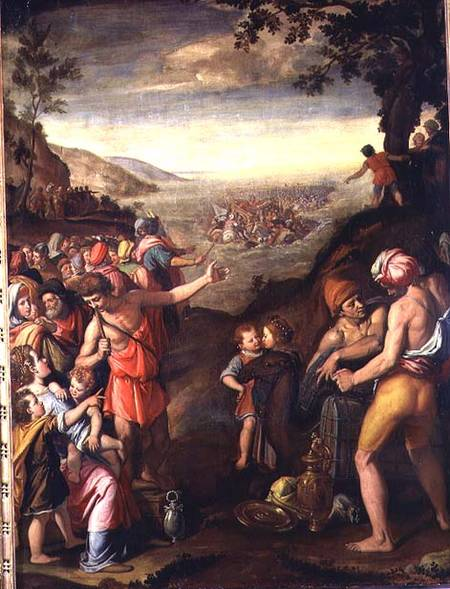
Oversteek van de Rode Zee, Studiolo van Francesco I
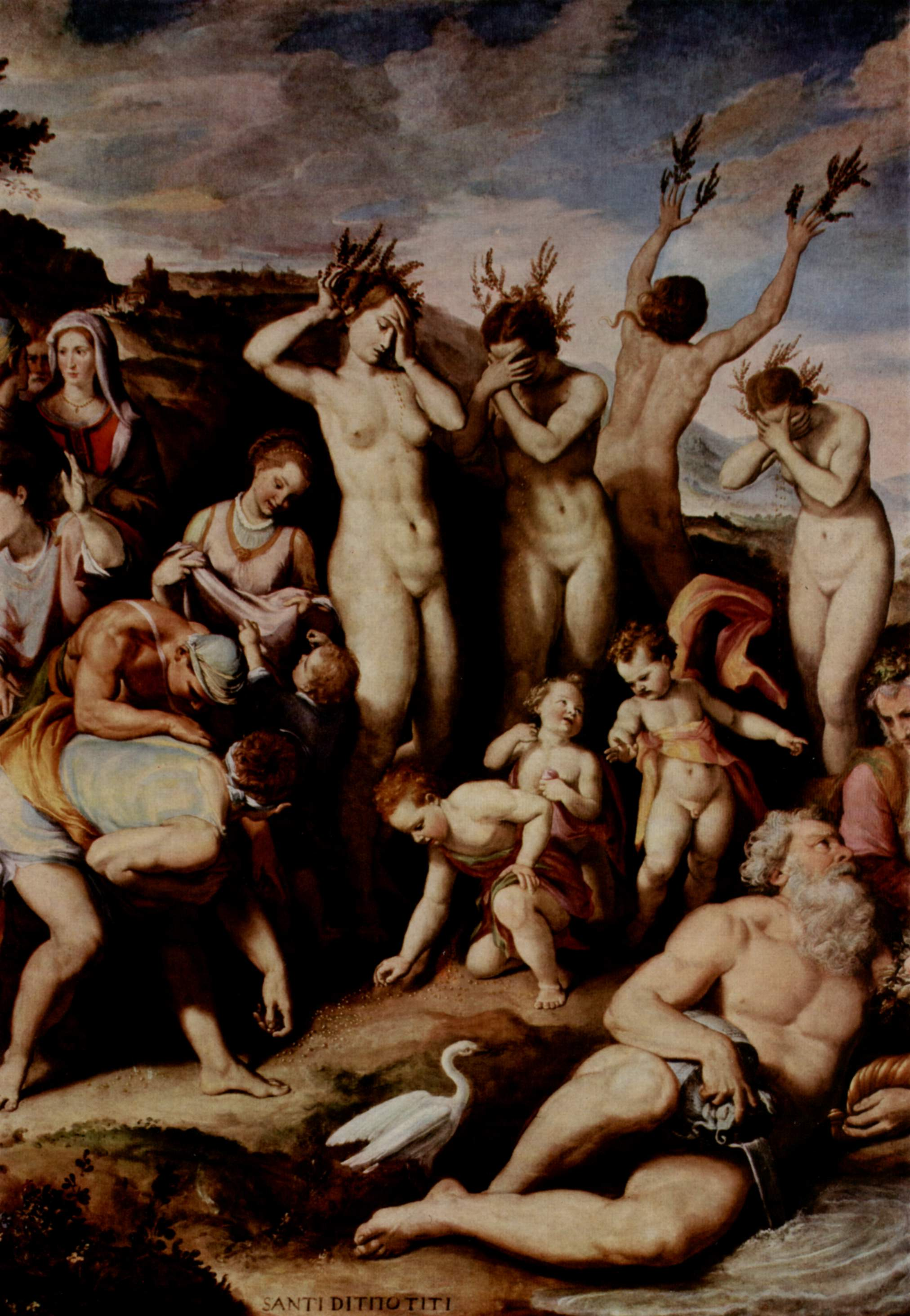
Zusters van Phaeton, Studiolo van Francesco I
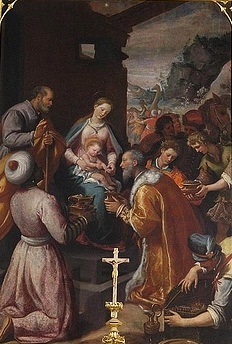
Aanbidding der Wijzen, Sint-Martinuskerk van Krzeszowice
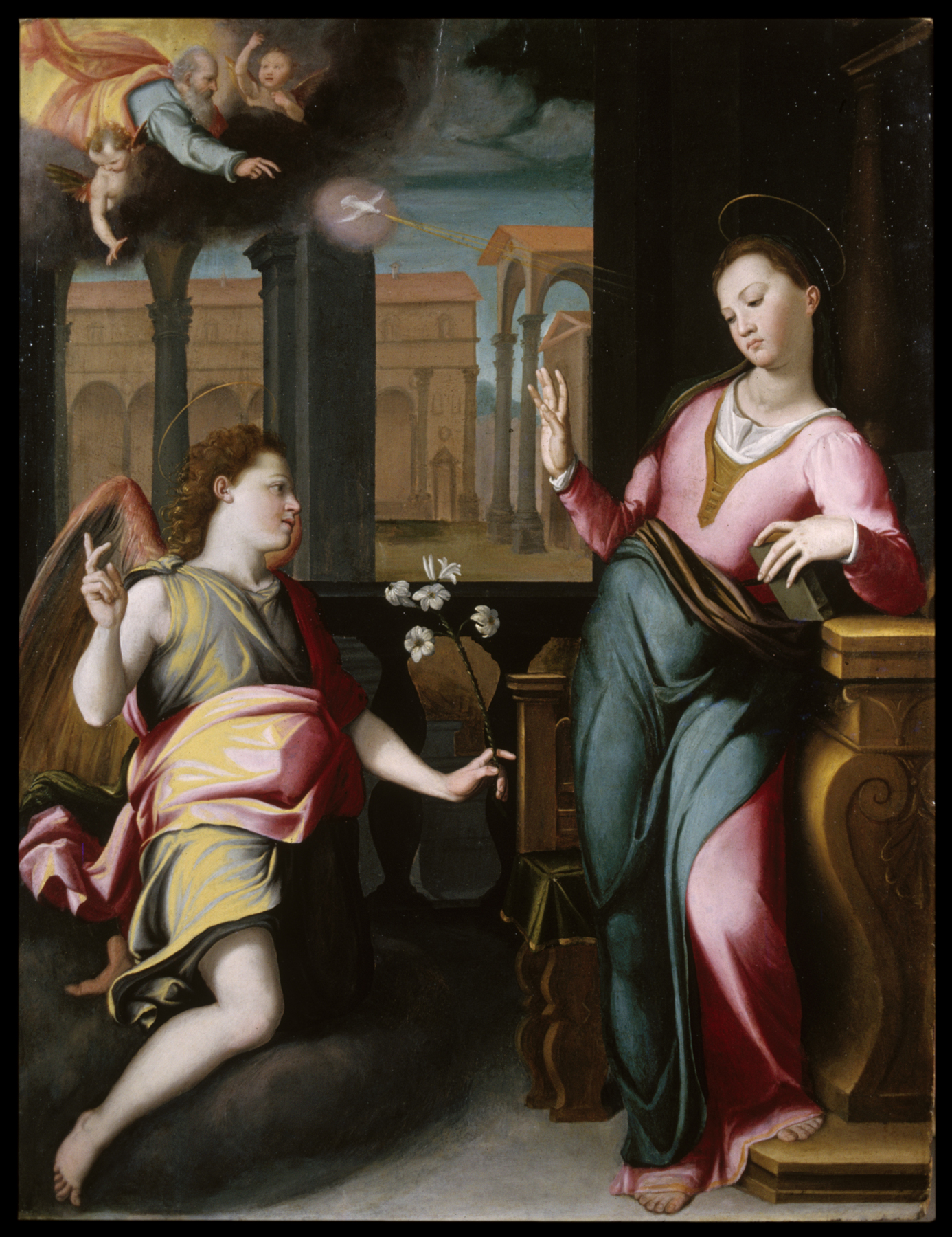
Aankondiging
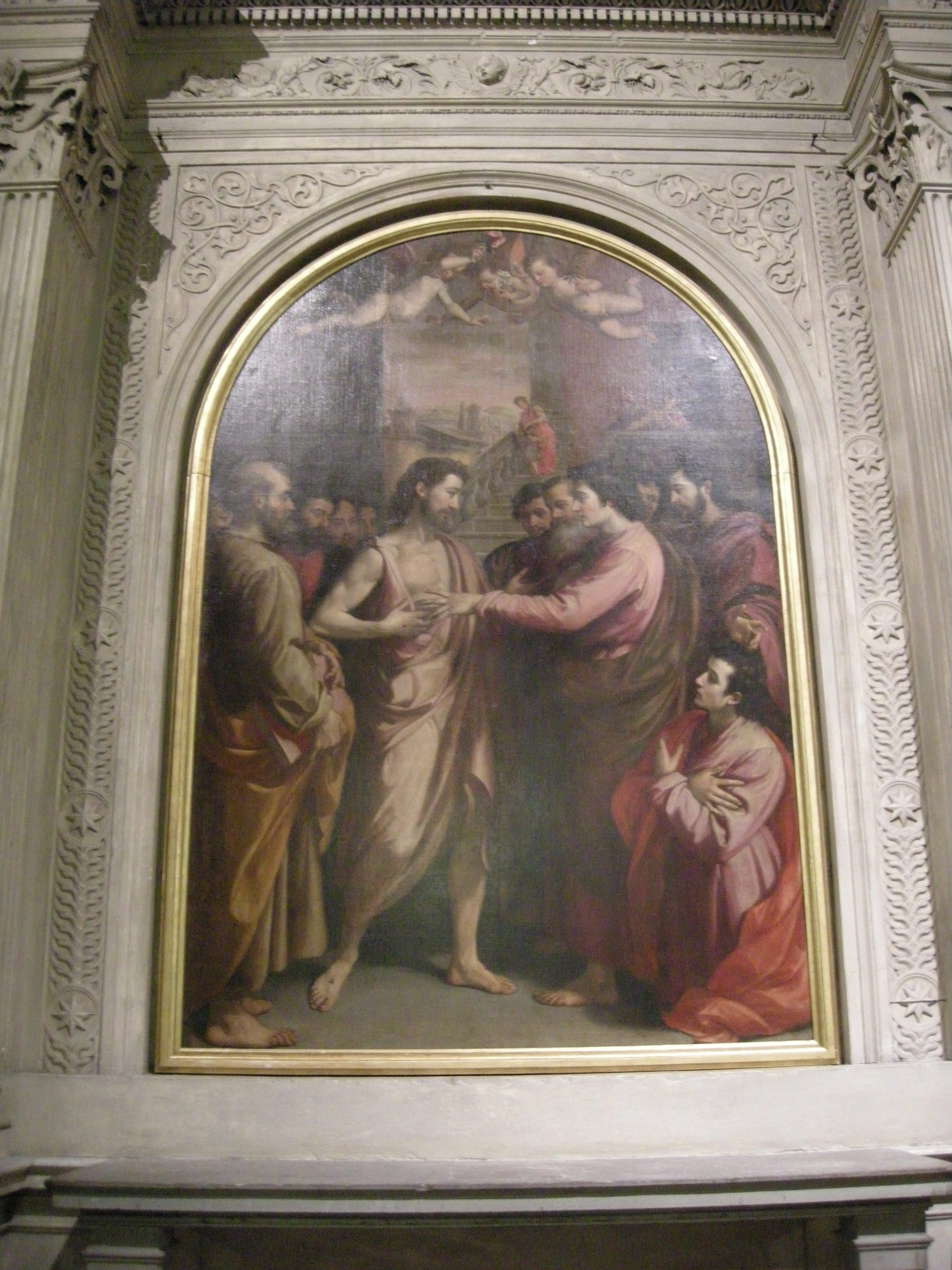
Ongeloof van Thomas
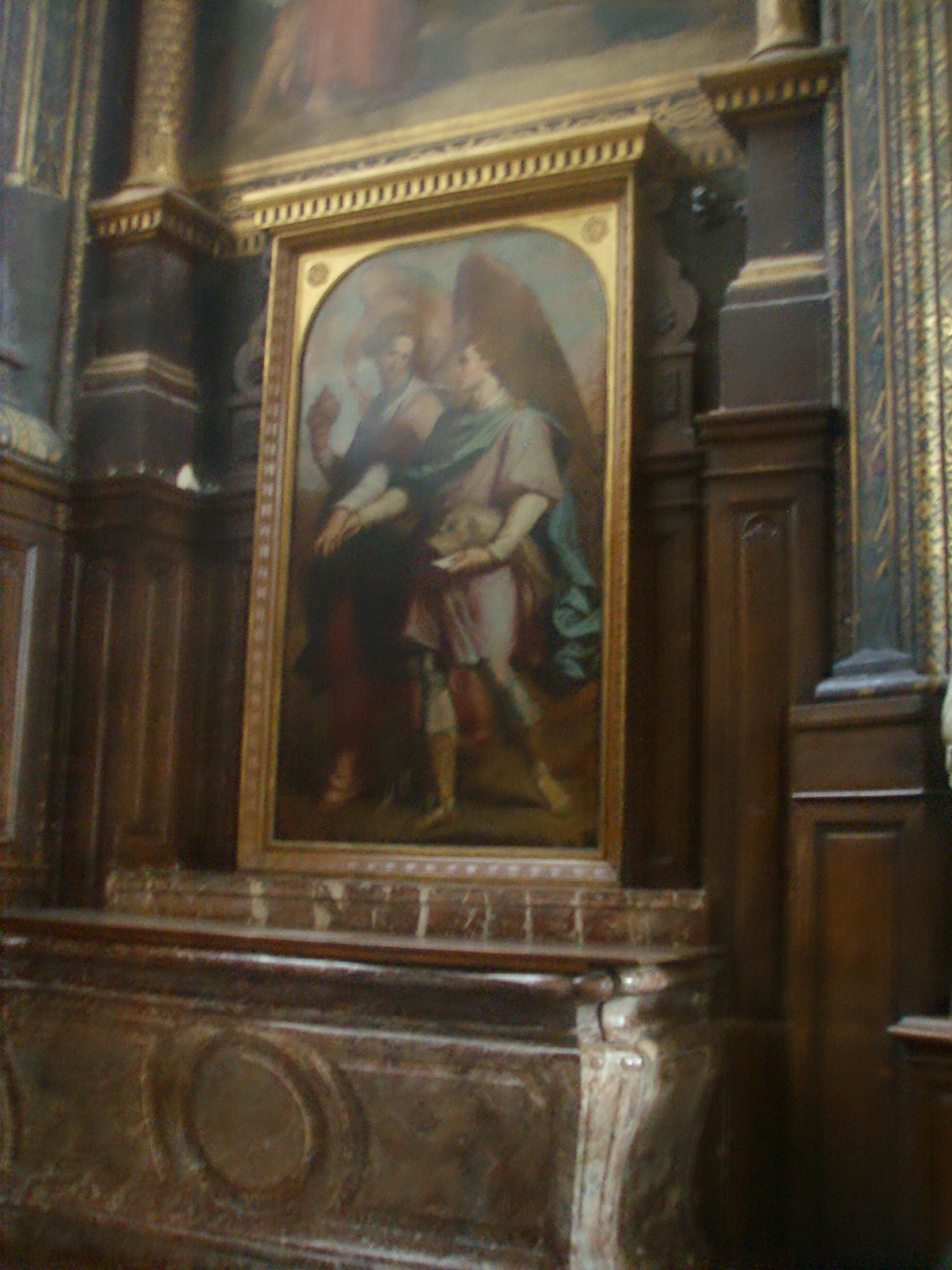
Tobias en de engel, Saint-Eustache, Parijs
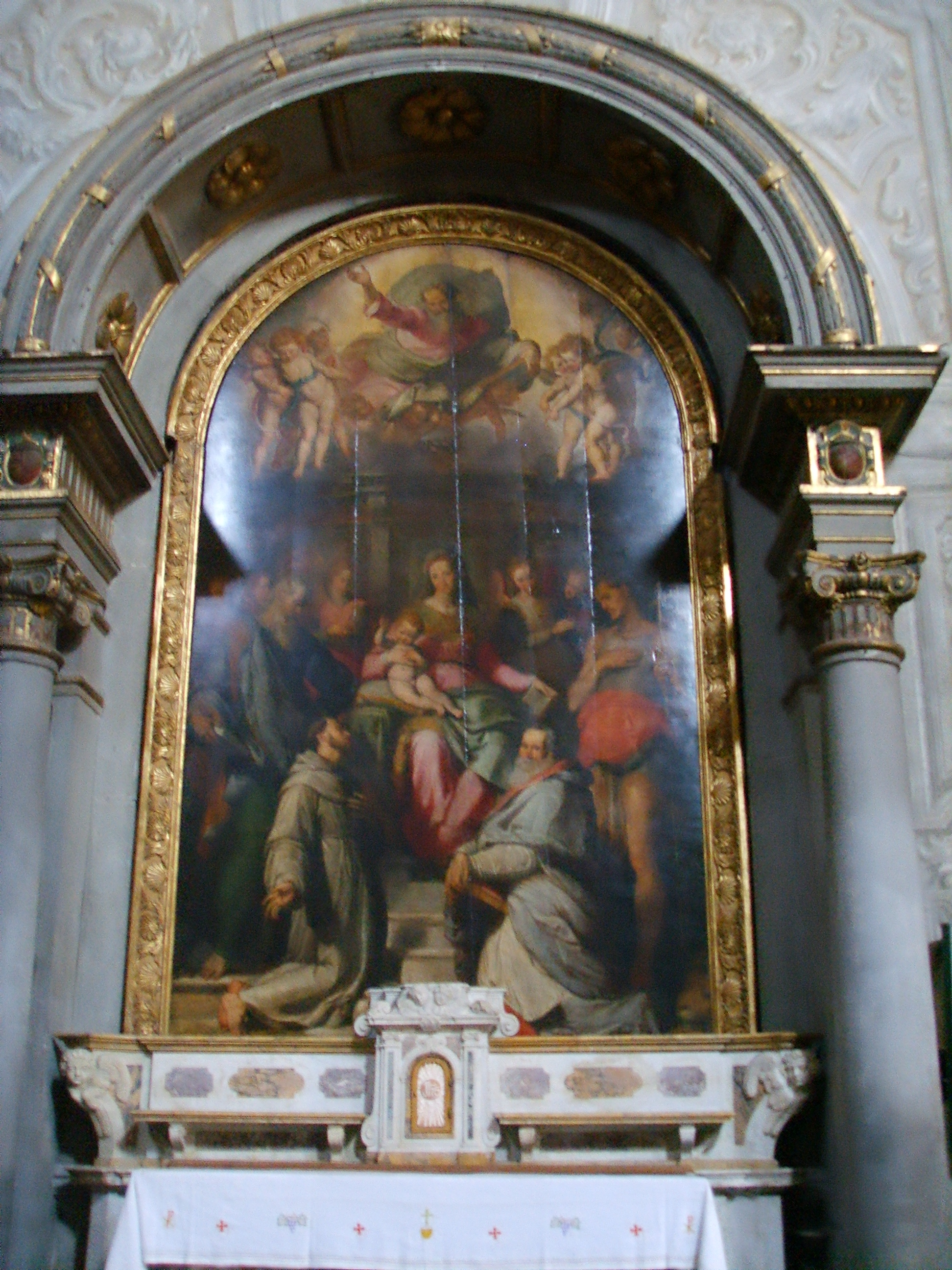
Heilige conversatie (Ognissanti, Florence)
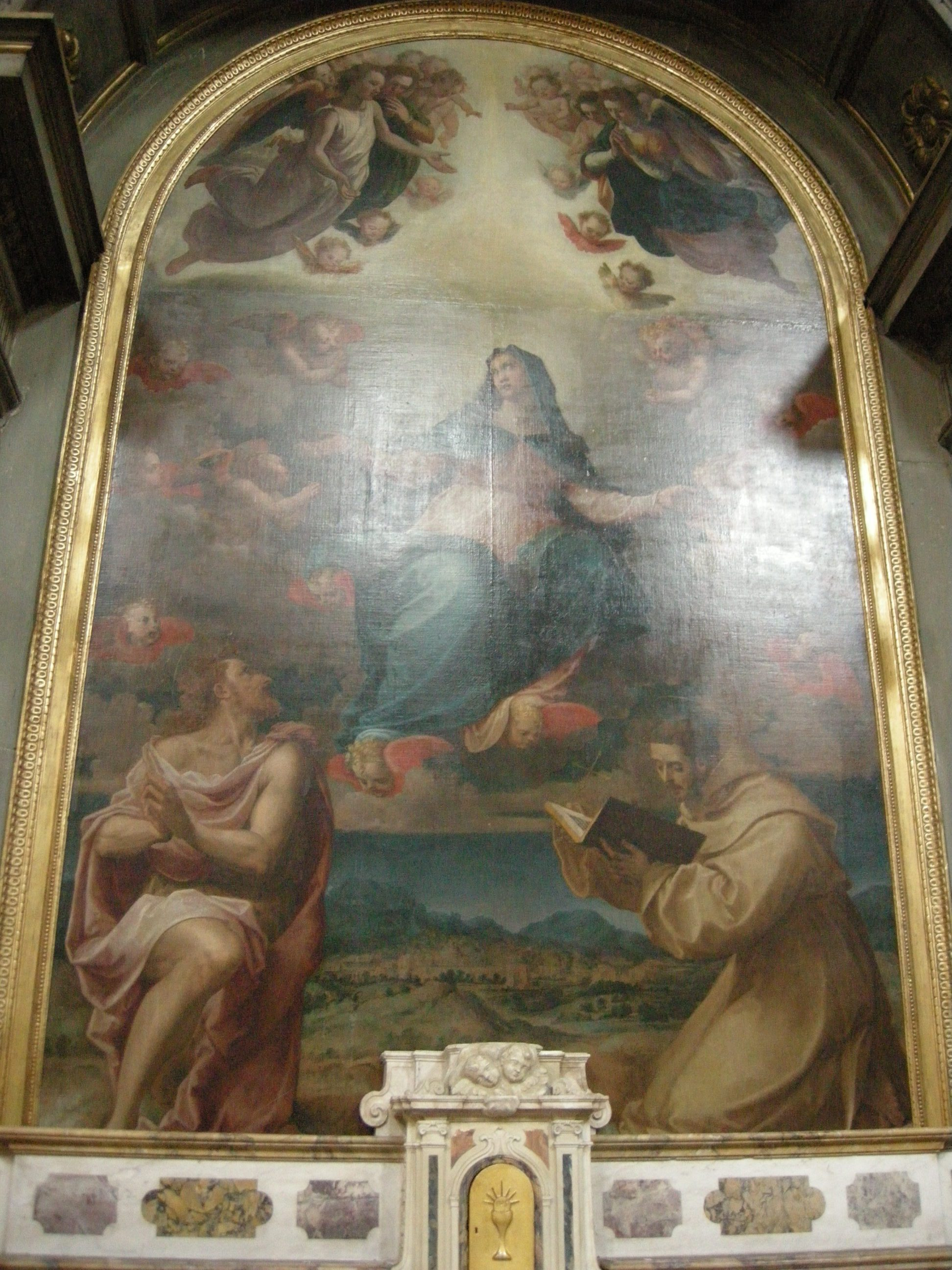
Hemelvaart van de Maagd (met Maso da San Friano, in Ognissanti)

| Fresco's voor het klooster van Santa Maria Novella en Villa il Riposo | Fresco's voor het klooster van Santa Maria Novella en Villa il Riposo | Fresco's voor het klooster van Santa Maria Novella en Villa il Riposo | Fresco's voor het klooster van Santa Maria Novella en Villa il Riposo | Fresco's voor het klooster van Santa Maria Novella en Villa il Riposo | Fresco's voor het klooster van Santa Maria Novella en Villa il Riposo |
| --------------------------------------------------------------------- | --------------------------------------------------------------------- | --------------------------------------------------------------------- | --------------------------------------------------------------------- | --------------------------------------------------------------------- | --------------------------------------------------------------------- |
|                                                                       |                                                                       |                                                                       |                                                                       |                                                                       |                                                                       |
| Sint-Dominicus' visioen van de heiligen Petrus en Paulus              | Sint-Dominicus en Sint-Franciscus                                     | Sint-Dominicus eet met engelen                                        | De dood van Sint-Dominicus                                            | Sint-Dominicus redt de schipbreukelingen                              | Villa il Riposo                                                       |

- Biblioteca Nacional de España: XX957024
- Bibliothèque nationale de France: cb17049799z (data)
- Gemeinsame Normdatei: 118642197
- International Standard Name Identifier: 0000 0001 1575 8103
- KulturNav: f0b273df-b498-4966-9973-5b64c868b73a
- Library of Congress Control Number: n81085877
- Nationale bibliotheek van Australië: 35666135
- Nationale Bibliotheek van Israël: 987007449529805171
- Nationale Bibliotheek van Polen: a0000002103092
- RKD-Nederlands Instituut voor Kunstgeschiedenis: 69709
- Istituto Centrale per il Catalogo Unico: RAVV001578
- SNAC: w6kd9wgp
- Système universitaire de documentation: 160280400
- Trove: 1033388
- Union List of Artist Names: 500118930
- Virtual International Authority File: 77109328
- WorldCat: E39PBJx8HXF4g88wKch8W4MVmd